# Max Todt

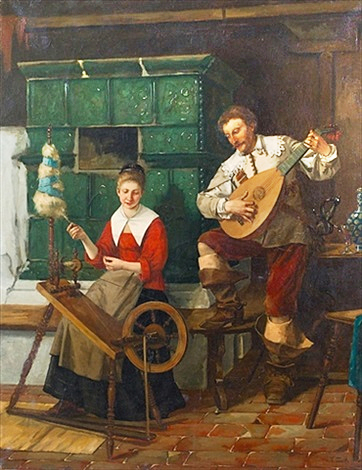
Häusliches Idyll

Max Todt (* 1847 in Paderborn; † 8. Mai 1890 in München) war ein deutscher Genremaler.

## Leben
Max Todt studierte in den Jahren 1863 bis 1867 Malerei an der Kunstakademie Düsseldorf. Dort waren Andreas und Karl Müller, Heinrich Mücke und Julius Roeting seine Lehrer. Außerdem war er Privatschüler von Wilhelm Sohn. Von 1870 bis 1871 nahm er an dem Deutsch-Französischen Kriege als Freiwilliger teil und kehrte in schlechtem Gesundheitszustand heim. Danach blieb er eine lange Zeit arbeitsunfähig. Im Jahre 1877 siedelte er nach München über. Er beschäftigte sich mit der Genremalerei, wobei er Szenen aus der Zeit des Dreißigjährigen Krieges bevorzugte. Todt starb in München im Alter von 43 Jahren.